# Солёное (озеро, Булаевская городская администрация)
Солёное (каз. Солёное) — солёное озеро в районе Магжана Жумабаева Северо-Казахстанской области Казахстана. Находится в урочище Камышловский лог на территории Булаевской городской администрации в 5 км к югу от города Булаево.
По данным топографической съёмки 1940-х годов, площадь поверхности озера составляет 3,02 км². Наибольшая длина озера — 2,1 км, наибольшая ширина — 1,7 км. Длина береговой линии составляет 6,9 км, развитие береговой линии — 1,11. Озеро расположено на высоте 121,3 м над уровнем моря.